# 이삭 베스테르겐

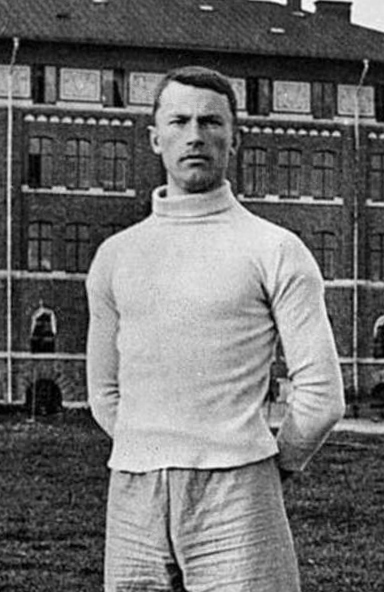

요한 이삭 베스테르겐(스웨덴어: Johan Isaac Westergren, 1875년 7월 12일 ~ 1950년 10월 16일)은 스웨덴의 육상 선수이다. 그는 프랑스 파리에서 열린 1900년 하계 올림픽에 참가했다.
베스테르겐은 60m에 참가했다. 그는 5명의 선수가 경기를 한 예선 경기에서 4위나 5위를 기록했으며 그로인해 결선에 진출하지 못했다. 100m에도 참가했으나 예선에서 4위를 기록, 결선에 진출 실패했다.

## 참고 문헌
- De Wael, Herman. Herman's Full Olympians: "Athletics 1900". 2010년 9월 15일 확인, 컴퓨터로는  보관됨 2006-02-11 - 웨이백 머신에서 확인 가능.
- Mallon, Bill (1998). 《The 1900 Olympic Games, Results for All Competitors in All Events, with Commentary》. McFarland & Company, Inc., Publishers. ISBN 0-7864-0378-0.